# Fran Crujeiras
Francisco Manuel Crujeiras Romero (Santa Eugenia de Ribeira, La Coruña, 13 de febrero de 1964) es un exjugador de baloncesto profesional de nacionalidad española. Con 2,03 metros de altura ocupaba la posición de pívot .
Formado en las categorías inferiores de CB Ourense, equipo del que una vez retirado llegó a ser director deportivo, desarrolló toda su carrera profesional en distintos clubes de élite de la Comunidad Autónoma de Galicia.

## Clubes
- Cantera del Club Ourense Baloncesto.
- 1986-90. Primera B. Caixa Ourense.
- 1989-92. ACB. Caixa Ourense.
- 1992-93. Primera División. CAB Coruña.
- 1994-98. ACB. Club Ourense Baloncesto.
- 1999-01. EBA. Viña do Campo Rivadavia.